# Gynoplistia weiri
Gynoplistia weiri là một loài ruồi trong họ Limoniidae. Chúng phân bố ở miền Australasia.